# Merita Halili
Merita Halili (* 1966 in Tirana) ist eine Volkssängerin aus Albanien. Sie gehört zu den wichtigsten Interpreten der albanischen Volksmusik, insbesondere derjenigen Mittelalbaniens. Auf ihre Stimme hin wird sie oft „Die Nachtigall Mittelalbaniens“ (albanisch Bilbili i Shqipërisë së Mesme) genannt.

## Künstlerisches Schaffen
Ihr nationales Debüt hatte Merita Halili mit 17 Jahren auf dem Nationalen Folklorefestival von Gjirokastra im Jahr 1983. Kurz darauf fing sie an, im albanischen Radio und Fernsehen aufzutreten. Infolgedessen wurde sie zu den populärsten Sängern des Landes, wozu unter anderem auch ihre Mitgliedschaft als Solistin im „Staatlichen Ensemble der Volkslieder und -tänze“ beitrug.
Halili gehörte zu den ersten albanischen Interpreten, die ihre eigenen Tonaufnahmen machten. Ihre wohl größte Anerkennung erhielt Halili 1995 auf einem Galafestival in Tirana, wo 90 albanische Sänger auftraten und sie den Hauptpreis erhielt.

## Stil
Merita Halili interpretiert die Volksmusik Mittelalbaniens, speziell jene ihrer Heimatstadt Tirana, aber auch diejenigen der Regionen um Durrës, Elbasan und Kavaja. Inspiriert wurde und wird sie von früheren mittelalbanischen Volkssängern, wie Fitnete Rexha aus Kruja und Hafsa Zyberi aus Tirana.

## Privatleben
Merita Halili ist mit Raif Hyseni, einem Volksmusiker aus Mitrovica (Kosovo), verheiratet. Hyseni zog 1992 nach Tirana, nachdem er in der kosovarischen Hauptstadt Priština als Schauspieler im Radio und Fernsehen tätig war. Hyseni begleitet seine Ehefrau zu den meisten ihrer Auftritte, wo er mit dem Akkordeon in der Band mitspielt. Die beiden sind Eltern dreier Töchter. Die Familie lebt in New Jersey (Vereinigte Staaten).

## Diskographie

### Alben
- 1990: Këngë popullore të zgjedhura
  - Dy këngë rome
  - Lule t'bukra ka Tirona
  - Doli goca n'penxhere
  - Aty larg unë shkova
  - M'ka marrë malli për nonën time
  - Emine
  - Kënga e Qomilesë
  - Mu ke çeshmja
  - Ç'na çudite mi bukuri
  - Dorë për dore
  - Kjo shoqnia
  - Këndo moj qyqe
  - Zymbyli i bardhë
  - Ëndrrat e mia
  - Ke Selvitë në atë lulishte

- 1992: Këngë të zgjedhura
  - Shtatë zymbylat
  - Jam bandill një trim i fortë
  - Çohuni djema shaloni atin
  - Lum e lum se ia merrni
  - S'paske pas një pikë mëshire
  - Fryni era u çil taraka
  - Karajfili në saksi
  - Tek çeshmja e stanit
  - Kur pata një lule të bukur
  - Dil të shoh me sy

- 2000: Merita Halili
  - 16 jam unë, 18 je ti
  - Të vogël të desha
  - O moj gocë e bukur me cim cim ca
  - Sa më ka marrë malli
  - Trëndafilin kur ta dhashë
  - O në sabah kam dalë në pazar
  - O iku goca moj lale
  - Na leu dielli

### Singles
- Ani more nuse
- Vetë më the të dua
- E jotja jam
- Rrushja e lalesë
- Erdh pranvera